# Klaus Sidortschuk
Klaus Sidortschuk (* 1963 in Celle, Niedersachsen) ist ein deutscher Politiker (SPD) und war von 2011 bis 2019 Bürgermeister der Stadt Lehrte.

## Leben
Sidortschuk wurde 1963 in Celle als der älteste von drei Brüdern geboren. Er wuchs im Celler Ortsteil Hustedt auf und besuchte die dortige Dorfgrundschule. Danach besuchte er ein Gymnasium in Celle, wo er 1984 das Abitur machte. Nach der Ableistung des Wehrdienstes absolvierte er bei dem Landkreis Celle einen Vorbereitungsdienst für den allgemeinen gehobenen Verwaltungsdienst. Daneben studierte er an einer Fachhochschule und schloss sein Studium als Diplom-Verwaltungswirt (FH) ab. Sidortschuk arbeitete von 1988 bis 1991 bei der Stadtverwaltung in Lehrte und war im Ordnungsamt tätig. Ab 1992 wurde er für das Niedersächsische Kultusministerium tätig, wo er bis zu seiner Wahl zum Bürgermeister in verschiedenen Positionen arbeitete.
Von 2006 bis 2011 war Sidortschuk Mitglied des Lehrter Stadtrates. Bei den Kommunalwahlen am 11. September 2011 wurde er mit 39,1 % der gültigen Stimmen zum Bürgermeister der Stadt gewählt. Sidortschuk lag damit 61 Stimmen vor seinem Kontrahenten von der CDU, der 38,8 % erreichte. Der Kandidat der Grünen erzielte 22,1 %. Sein Amtsantritt erfolgte am 1. November.
Bei der Stichwahl um das Bürgermeisteramt am 16. Juni 2019 unterlag Sidortschuk dem Mitbewerber Frank Prüße, an den das Amt am 1. November 2019 überging.
Sidortschuk ist seit 1990 verheiratet und hat zwei Kinder, einen Sohn und eine Tochter. Er lebt mit seiner Familie seit 1989 in Lehrte.